# Croton macradenis
Croton macradenis là một loài thực vật có hoa trong họ Đại kích. Loài này được Görts & Punt mô tả khoa học đầu tiên năm 1983.